# Malmö Redhawks
O Malmö Redhawks ( PRONÚNCIA) é um clube sueco de hóquei no gelo, sediado na cidade de Malmö, no sul do país.

Os seus jogos em casa são disputados no Malmö Arena, com capacidade para 12 600 pessoas.

As cores do clube são: preto, branco e vermelho.

Foi fundado em 1972, como Malmö Ishockeyförening, uma cisão do Malmö FF, por sua vez fundado em 1910 e com atividade no hóquei no gelo desde 1944. Através dos tempos, o atual Malmö Redhawks teve nomes como Malmö IF/FF, Malmö IF, MIF e MIF Redhawks, até adotar o atual nome em 2004. 

Foi campeão da Suécia por 2 vezes (1992 e 1994), e venceu a Copa da Europa de Hóquei no Gelo em (1992).

Atualmente (2023) disputa a Liga Sueca de Hóquei no Gelo, a primeira divisão do hóquei no gelo da Suécia.                                

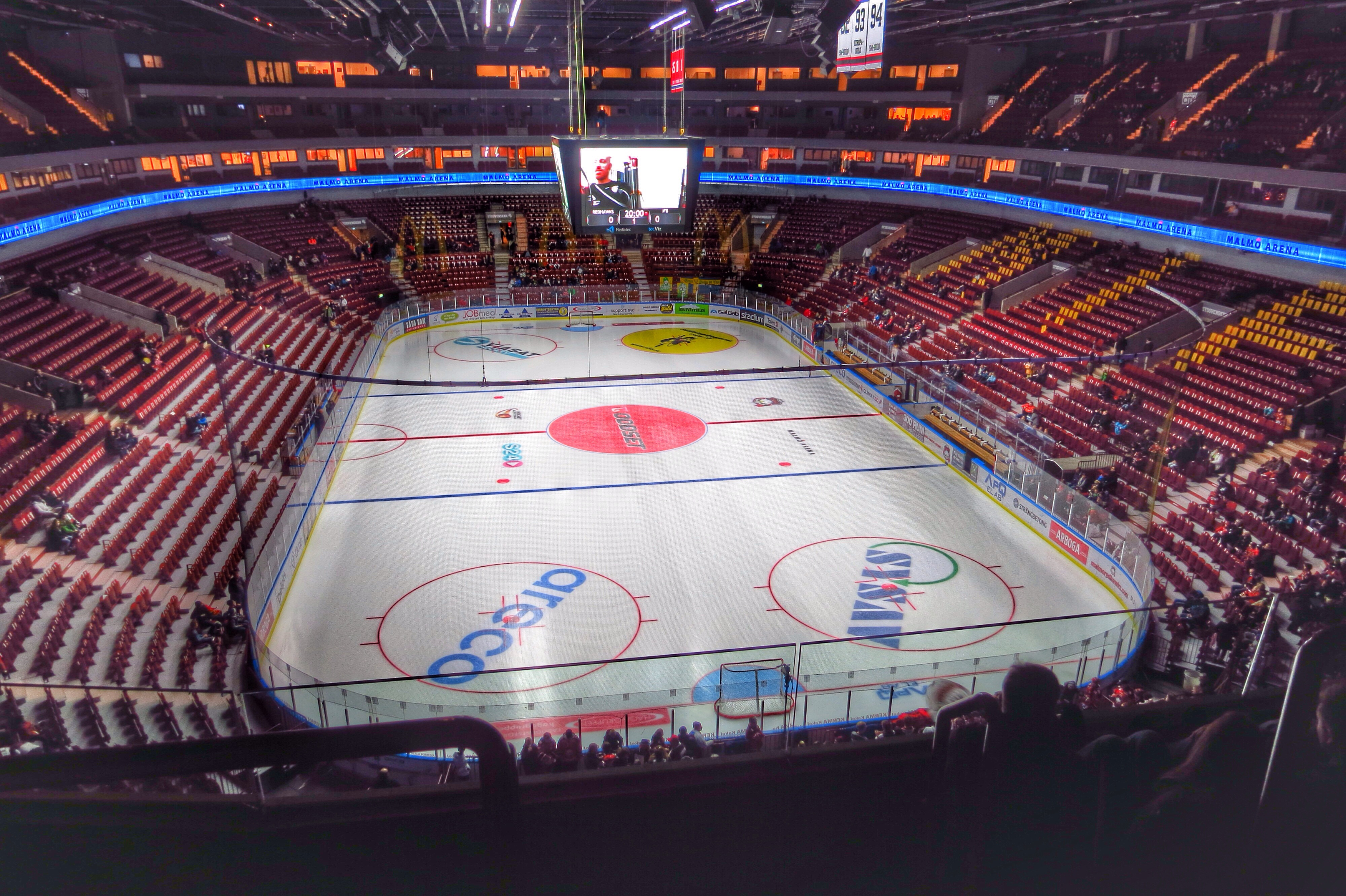
O estádio Malmö Arena
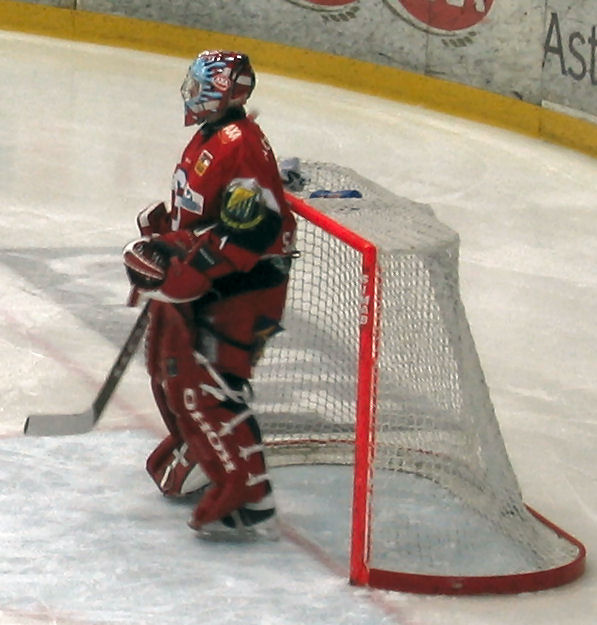
Pontus Sjögren